# Dietger Mader
Dietger Hermann Mader (* 30. November 1939 in Bregenz; † 10. Juli 2025 ebenda) war ein österreichischer Politiker (FPÖ). Er war von 1974 bis 1994 Abgeordneter zum Vorarlberger Landtag. 

## Ausbildung und Beruf
Mader besuchte zwischen 1945 und 1949 die Volksschule der Bregenz Stadt und wechselte danach von 1949 bis 1953 an die Hauptschule Bregenz. Nachdem er zwischen 1953 und 1954 die Handelsschule Bregenz und von 1954 bis 1958 die Handelsakademie Bregenz absolviert hatte, legte er 1958 die Matura ab und begann 1958 ein Studium an der Hochschule für Welthandel in Wien. Er schloss sein Grundstudium 1963 mit dem akademischen Grad des Diplomkaufmanns ab und promovierte 1966 zum Doktor der Sozial- und Wirtschaftswissenschaften (Dr. rer. soc. oec.). Er war beruflich von 1966 bis 1971 als Schadenssachbearbeiter bei der Vorarlberger Landesversicherung in Bregenz beschäftigt und danach bis 2003 als Berufspolitiker aktiv. 2004 wurde er pensioniert. 

## Politik und Funktionen
Mader war Mitglied des Rings freiheitlicher Jugend und trat im März 1970 der FPÖ bei und war von Mai 1970 bis Mai 1980 Mitglied der Stadtvertretung von Bregenz und von 1970 bis 1979 Mitglied des Stadtrates. Danach war er von 1980 bis 1990 Ersatzmitglied der Stadtvertretung und von 1990 bis 1995 Mitglied der Stadtvertretung sowie Vizebürgermeister. Letztlich war er von 2000 bis 2003 nochmals Ersatzmitglied der Stadtvertretung. Er war innerparteilich von 1975 bis 1980 stellvertretender Fraktionsvorsitzender der FPÖ Bregenz und von 1990 bis 1995 Fraktionsvorsitzender. Des Weiteren wirkte er von 1976 bis 1992 als Bezirksparteiobmann der FPÖ Bregenz und war von 1972 bis 2002 Mitglied des Landesparteileitung der FPÖ Vorarlberg. Zudem war er von 1972 bis 1996 Mitglied des Landesparteivorstandes der FPÖ Vorarlberg, zwischen 1972 und 1976 sowie von 1984 und 1992 Mitglied des Landesparteipräsidiums der FPÖ Vorarlberg und während dieser Zeit auch stellvertretender Landesparteiobmann der FPÖ Vorarlberg. Als Abgeordneter des Wahlbezirkes Bregenz war er vom 4. November 1974 bis zum 3. Oktober 1994 Mitglied des Vorarlberger Landtags und von 1983 bis 1991 Klubobmann des FPÖ Landtagsklubs. 
Mader war Mitglied im Präsidium des Vorarlberger Zivilschutzverbandes, engagierte sich von 1974 bis 1977 als Obmann des Vorarlberger Ringerverbandes und war gleichzeitig Vizepräsident des Österreichischen Ringerverbandes.

## Privates
Mader wurde als Sohn des Malermeisters Ernst Mader und der Modistenmeisterin Elisabeth Mader, geborene Mauer geboren. Sein Vater fiel im Dezember 1944 während des Zweiten Weltkriegs an der Westfront. Mader heiratete im Juli 1971 und ließ sich 1990 scheiden. Er wurde 1972 Vater eines Sohnes und 1974 Vater einer Tochter.
Dietger Mader starb am 10. Juli 2025 in Bregenz.

## Auszeichnungen
- Silberne Ehrennadel des Vorarlberger Zivilschutzverbandes (1988)
- Goldene Ehrennadel des Handballclub SW Bregenz (1994)
- Silbernes Ehrenzeichen des Landes Vorarlberg (1995)
- Ehrenring der Landeshauptstadt Bregenz (2004)